# 沼田祐光
沼田祐光（？—1612年），是日本戰國時代、江戶時代前期的武將，津輕氏（大浦氏）的家臣。後改名沼田面松齋。父親是若狹國熊川城主沼田光兼。

## 生涯
原居於若狹國，一族所屬於若狹武田氏，1569年遭若狹武田氏的被官松宮清長侵攻，沼田一族只好退出若狹國及近江國的勢力圈。
後周遊列國流浪，最後侍奉陸奧國的津輕為信，並成為其軍師而出名，參與戰事如1571年為信舉兵背叛南部家攻擊石川高信的石川城攻略戰，以及1575年的大光寺城攻略戰。
據說精通陰陽道、易經、天文學等，像是選定弘前城築城的地方、土地的吉凶占卜都是由祐光負責的。
墓所於現在的青森縣弘前市的誓願寺。

## 相關作品
- 津輕風雲錄 - 長部日出雄著